# Копривничко-крижевачка жупанија
Копривничко-крижевачка жупанија је жупанија у северозападном делу Хрватске.  Према прелиминарним резултатима пописа из 2021. у жупанији је живело 101.661 становника.
Први жупан Копривничко-крижевачке жупаније је био: Иван Станчер (1993. - 1997), други Никола Грегур (1997—2001), а трећи Јосип Фришчић (од 2001. до данас).

## Становништво
Према попису из 2011. у жупанији је живело 115.584 становника.
| Попис 2011.‍           | Попис 2011.‍           | Попис 2011.‍ | Попис 2011.‍ | Попис 2011.‍ |
| --------------------- | --------------------- | ----------- | ----------- | ----------- |
|                       |                       |             |             |             |
| Хрвати                | Хрвати                |             | 111.188     | 96,20%      |
| Срби                  | Срби                  |             | 2.196       | 1,90%       |
| Албанци               | Албанци               |             | 249         | 0,22%       |
| Аустријанци           | Аустријанци           |             | 2           | 0,00%       |
| Бошњаци               | Бошњаци               |             | 64          | 0,06%       |
| Бугари                | Бугари                |             | 2           | 0,00%       |
| Власи                 | Власи                 |             | 2           | 0,00%       |
| Мађари                | Мађари                |             | 88          | 0,08%       |
| Македонци             | Македонци             |             | 45          | 0,04%       |
| Јевреји               | Јевреји               |             | 5           | 0,00%       |
| Италијани             | Италијани             |             | 15          | 0,01%       |
| Немци                 | Немци                 |             | 28          | 0,02%       |
| Пољаци                | Пољаци                |             | 9           | 0,01%       |
| Роми                  | Роми                  |             | 925         | 0,80%       |
| Румуни                | Румуни                |             | 7           | 0,01%       |
| Руси                  | Руси                  |             | 14          | 0,01%       |
| Русини                | Русини                |             | 21          | 0,02%       |
| Словаци               | Словаци               |             | 11          | 0,01%       |
| Словенци              | Словенци              |             | 85          | 0,07%       |
| Турци                 | Турци                 |             | 1           | 0,00%       |
| Украјинци             | Украјинци             |             | 22          | 0,02%       |
| Црногорци             | Црногорци             |             | 36          | 0,03%       |
| Чеси                  | Чеси                  |             | 39          | 0,03%       |
| остали                | остали                |             | 79          | 0,07%       |
| регионална припадност | регионална припадност |             | 10          | 0,01%       |
| верска припадност     | верска припадност     |             | 46          | 0,04%       |
| нераспоређено         | нераспоређено         |             | 2           | 0,00%       |
| неизјашњени           | неизјашњени           |             | 270         | 0,23%       |
| непознато             | непознато             |             | 123         | 0,11%       |
| укупно: 115.584       |                       |             |             |             |

Према попису становништва из 2001. године жупанија је имала 124.467 становника(2,8% становништва Републике Хрватске) са просечном густином насељености од 71 становника/km². Етнички састав је био следећи: Хрвати 96%, Срби 1,9%, Словенци 0,1%, Роми 0,1%, Мађари 0.1% и други.
Данашњи распоред становништва је последица економских и друштвених процеса у последњих пола века. Присутни су процеси деаграризација, индустријализација, дерурализација и урбанизација. Они су убрзали процес напуштања руралних насеља и пораст становништва градова (Копривница, Крижевци и Ђурђевац).

#### Број становника по пописима
| година пописа  | 2001.   | 1991.   | 1981.   | 1971.   | 1961.   | 1953.   | 1948.   | 1931.   | 1921.   | 1910.   | 1900.   | 1890.   | 1880.   | 1869.  | 1857.  |
| бр. становника | 124.467 | 129.397 | 133.790 | 138.994 | 143.019 | 142.362 | 140.565 | 143.268 | 139.054 | 142.546 | 132.581 | 121.772 | 105.529 | 97.581 | 87.464 |

## Извор
- ЦД-ром: „Насеља и становништво РХ од 1857-2001. године“, Издање Државног завода за статистику Републике Хрватске, Загреб, 2005.

## Географија
Копривничко-крижевачка жупанија се налази у северозападном делу Републике Хрватске.
Са површином од 1.746 km² она је седамнаеста жупанија по величини у Хрватској.
Североисточни део жупаније чини долина реке Драве на којем превладава пољопривредна делатност са значајним налазиштима нафте и земног гаса. Већа насеља овог простора су Копривница и Ђурђевац.

## Економија
Копривничко-крижевачка жупанија спада у панонску регију. Пољопривредни простор Жупаније састоји се од пет микрорегионалних целина:
- Подравски пољопривредни басен (Подравина)
- Прекодравље
- Источни и североисточни део (Билогора)
- Калничко подручје (Калник)
- Калничко-пригорски део жупаније

Подравски пољопривредни базен и Прекодравље је подручје са интензивном пољопривредном производњом. Остале гране економије жупаније су производња млека, производња хмеља, сточарство, повртарство и виноградарство.

### Туризам
Најважније дестинације жупаније су Галерија наивне умјетности у Хлебинама, жупна црква Свете Ане, гркокатоличка катедрала Светог Тројства и црква Светог Крста у Крижевцима, историјско средиште Крижеваца, прехрамбени музеј „Подравка” – Копривница, Стари град Ђурђевац и Галерија Лацковић – Батинске, стари град Калник и Мали Калник.

## Знаменитости
На подручју Копривничко-крижевачке жупаније има једанаест заштићених делова природе, који заузимају површину од цца 5.550 ha.
- Посебни резервати :
  - географско-ботанички: Ђурђевачки пијесци
  - ботанички: Мали Калник
  - орнитолошки: Велики Пажут
  - шумски: Црни Јарци, Дугачко Брдо
- Парк шума: Жупетница
- Заштићени предели:
  - Чамбина
  - Калник
- Споменик природе:
  - Седам стабала храста лужњака
- Споменици парковне архитрктуре:
  - Парк код основне школе „Владимир Назор”, Крижевци
  - Парк код Пољопривредне школе у Крижевцима

## Политика
- Тренутни жупан је Јосип Фришчић (HSS)

Скупштина (веће) се састоји од 41 посланика:
- : 27
- : 10
- : 2
- : 2